# Német lazactyúk

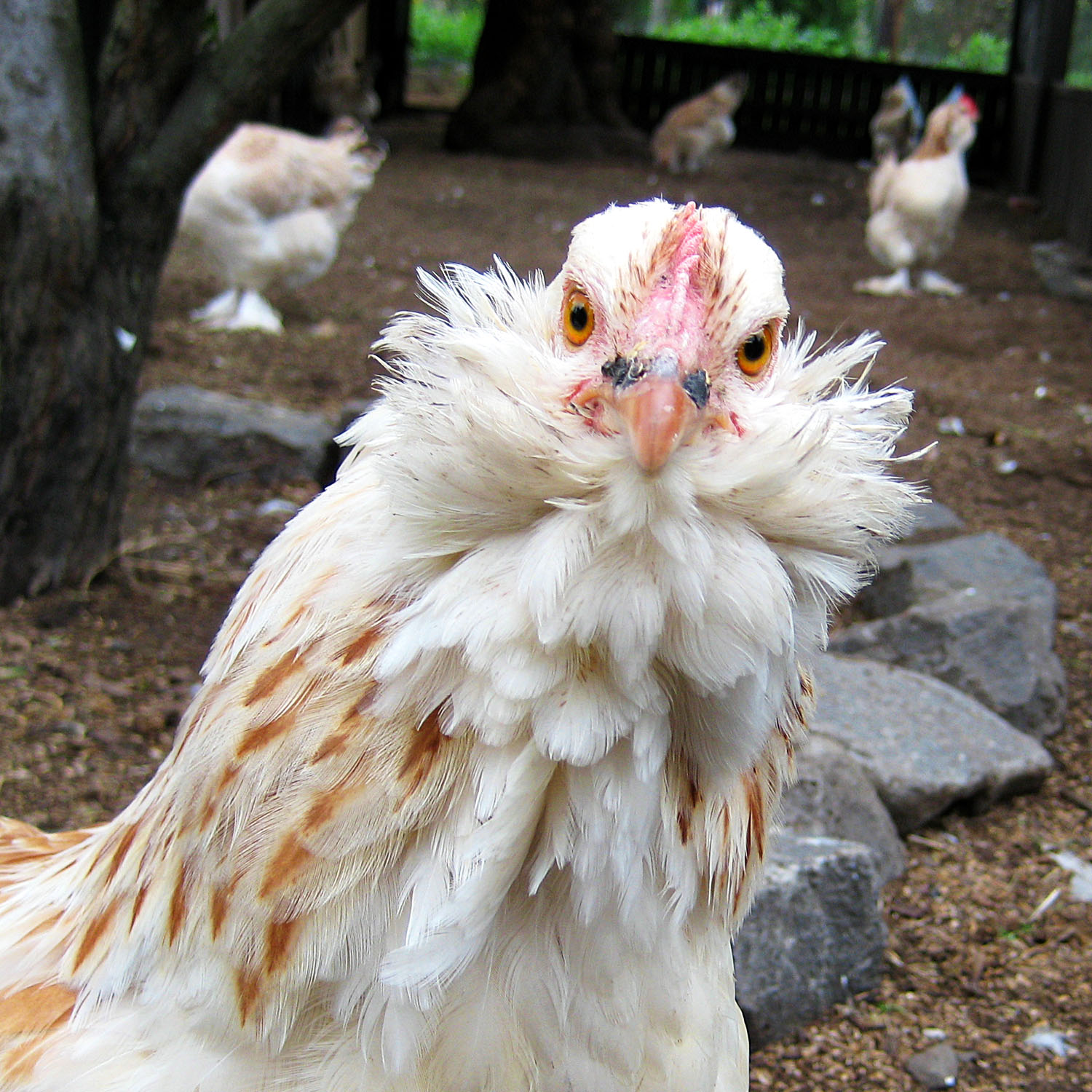
Tojó

A német lazactyúk egy Németországban nemesített tyúkfajta.

## Fajtatörténet
A német lazactyúkot az 1900-as évek elején szelektálták a francia faverolles tyúkból, melynek kitenyésztése azzal vette kezdetét a Franciaország-beli Faverolles és Houdan falukban az 1800-as évek első felében, hogy a helyi tyúkokat houdánokkal keresztezték a hús minőségének növelése érdekében, majd világos és sötét brahma, cochin és langschan tyúkokkal növelni próbálták a kapott madarak méreteit. Mivel a brahmákkal való keresztezés sárga bőrszínt eredményezett, ami nem volt kívánatos a párizsi piacokon, a fehér bőrszínt ezüstfogoly dorkingok bekeresztezésével érték el. Ez utóbbi nagy hatással volt a fajta jellegzetes színének és húsminőségének a kialakulásában is. Az így kialakított fajta hízlalásával látták el a párizsi piacokat minőséges baromfihússal. A Németországban történő szelekció a fajta tojáshozamának javítását, valamint díszértékének növelését célozta több új színváltozat létrehozása mellett, és mintegy fél évszázaddal követte a fajta franciaországi kitenyésztését. Míg a faverolles fajta Franciaországban 1866-ban, addig a német lazactyúk Németországban 1915-ben lett elismerve. A fajta nemcsak a német, hanem az angol baromfitenyésztők körében is nagy népszerűségre tett szert, ők viszont a húsjelleget erősítve, nagy méretre szelektálták a fajtát, így kialakult egy angol típus is, ami termetesebb, mint az eredeti francia.

## Fajtabélyegek, színváltozatok

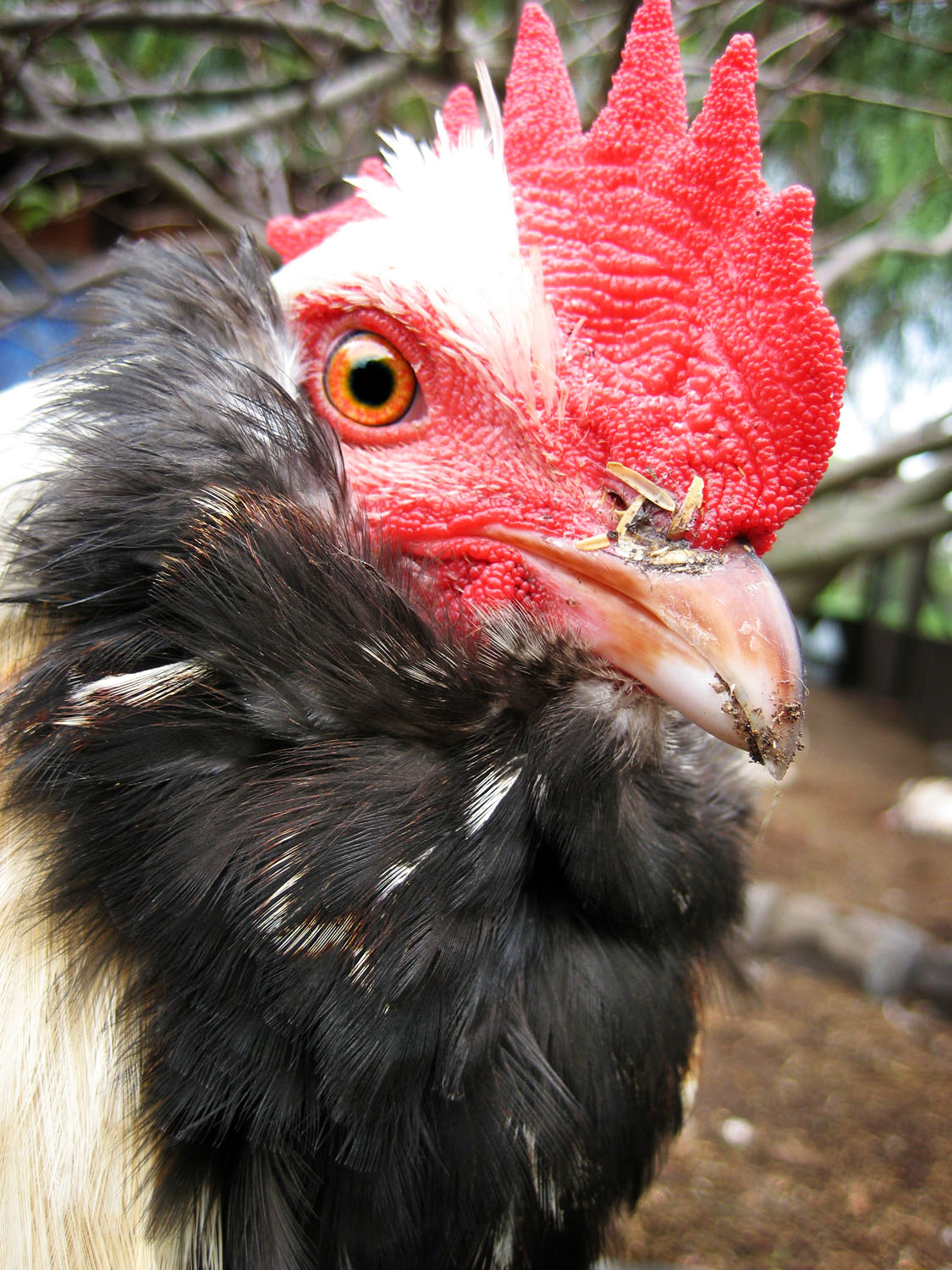
Kakas

Hátuk hosszú és széles. Szárnyuk testhez húzott, vízszintesen tartott. Farktollak nem mondhatóak hosszúnak, enyhén felfelé ívelő. Melltájék széles, mélyen tartott, kerekded, előretartott. Fej kicsi, arca piros, tollazott. Taraj egyszerű. Füllebenyt eltakarja a szakáll, toroklebenye visszafejlődött, elcsökevényesedett és eltakarja a szákáll. Szemek vörösek. Csőr rövid, erős, világos, szarvszínű. Szakálla telt, sűrű. Csüd finom csontozatú, külső oldala tollazott, 5 ujjú! Tollazata puha, telt. 
A német lazactyúk és a francia faverolles tyúk annyiban különbözik egymástól, hogy ez utóbbi kakasánál kevés a vörös szín a szárnyon és a háton, de akár teljesen hiányozhat is, helyette az ezüst szín dominál, a tyúkja is halványabb búza színű. Farkukat és testüket magasabban tartják, míg a német lazac vízszintesen hordja.   
Színváltozatok: lazacszín, fekete, fehér, kendermagos, világos columbián. (A törpe változatnál, ennél jóval több szín fordul elő.)

## Tulajdonságok
Ez a fajta egy sor különlegességgel és egyedi megjelenéssel bír, ezért más tyúkfajtáktól könnyen megkülönböztethető. Mivel széles pofaszakállal rendelkezik, nem ajánlatos pépes takarmány etetése, mert összeragadhatnak tőle a szakáll tollai. A szakállat a houdánok bekeresztezéséből örökölték. Következő különlegességüket, hogy négy helyett, öt ujjuk van, a dorkingoktól örökölték. Eredeti színük a fajtára jellemző lazacszín. Lábuk tollas, tollazatuk igen sűrű, amit a brahma és cochin fajtáktól örököltek. Jó tojás- és húshozamúak. Szelíd, nyugodt fajta. A nemek korán megkülönböztethetőek. Németországban a veszélyeztetett haszonállatok listáján szerepel.
| Általános tulajdonságok: | Általános tulajdonságok: |
| ------------------------ | --- |
| Súlya                    | német típus: kakas 3,0-4,0 kg, tyúk 2,5-3,25 kg francia típus: kakas 3,5-4,0 kg, tyúk 2,8-3,5 kg angol típus: kakas 4,1-5,0 kg, tyúk 3,4-4,3 kg |
| Gyűrűmérete              | kakas 24, tojó 22 |
| Tenyésztojás tömege      | 55 g |
| Tojáshéj színe           | világossárga, barna |
| Éves tojáshozama         | 160 db |

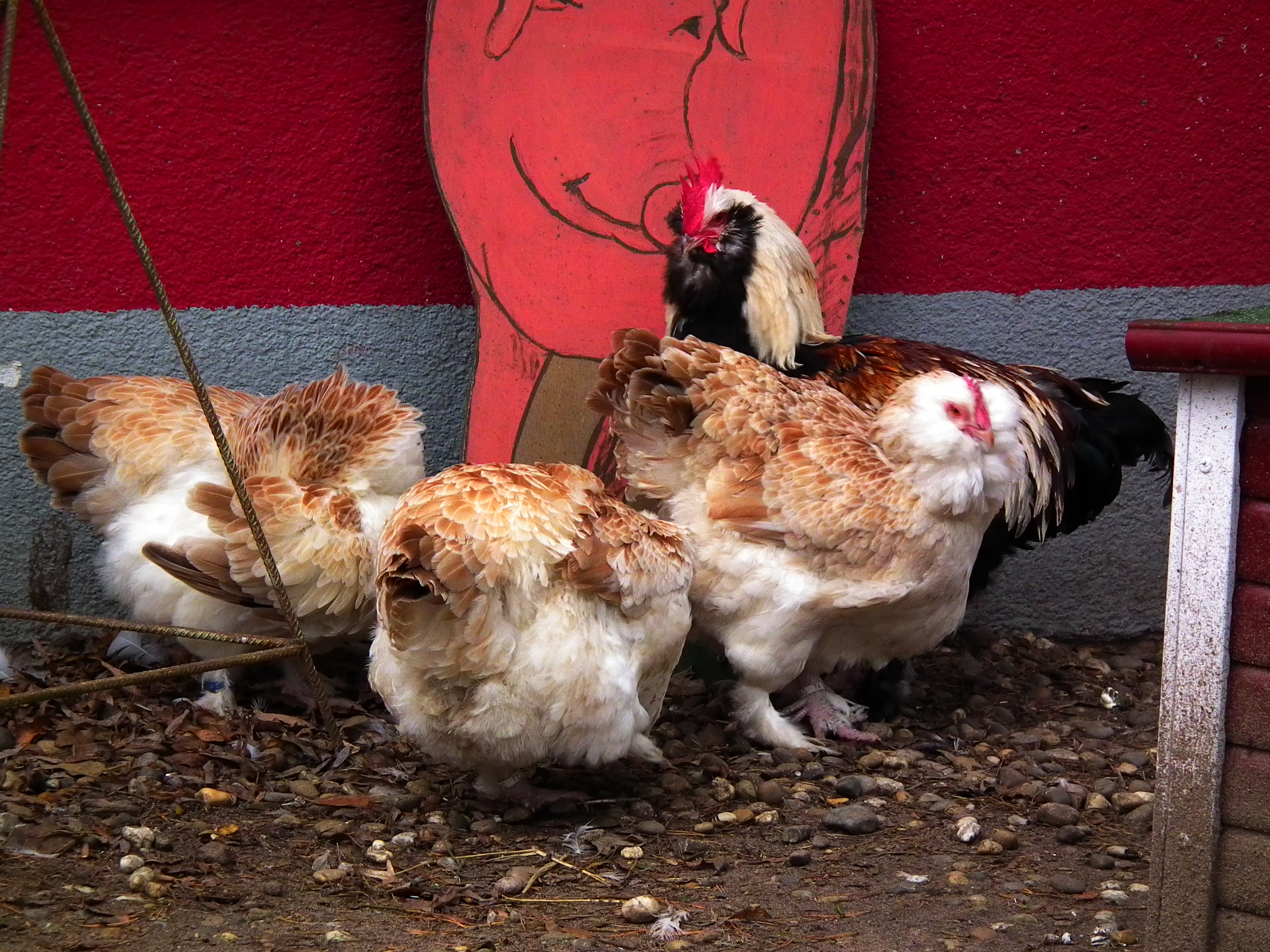
Német lazaccsalád
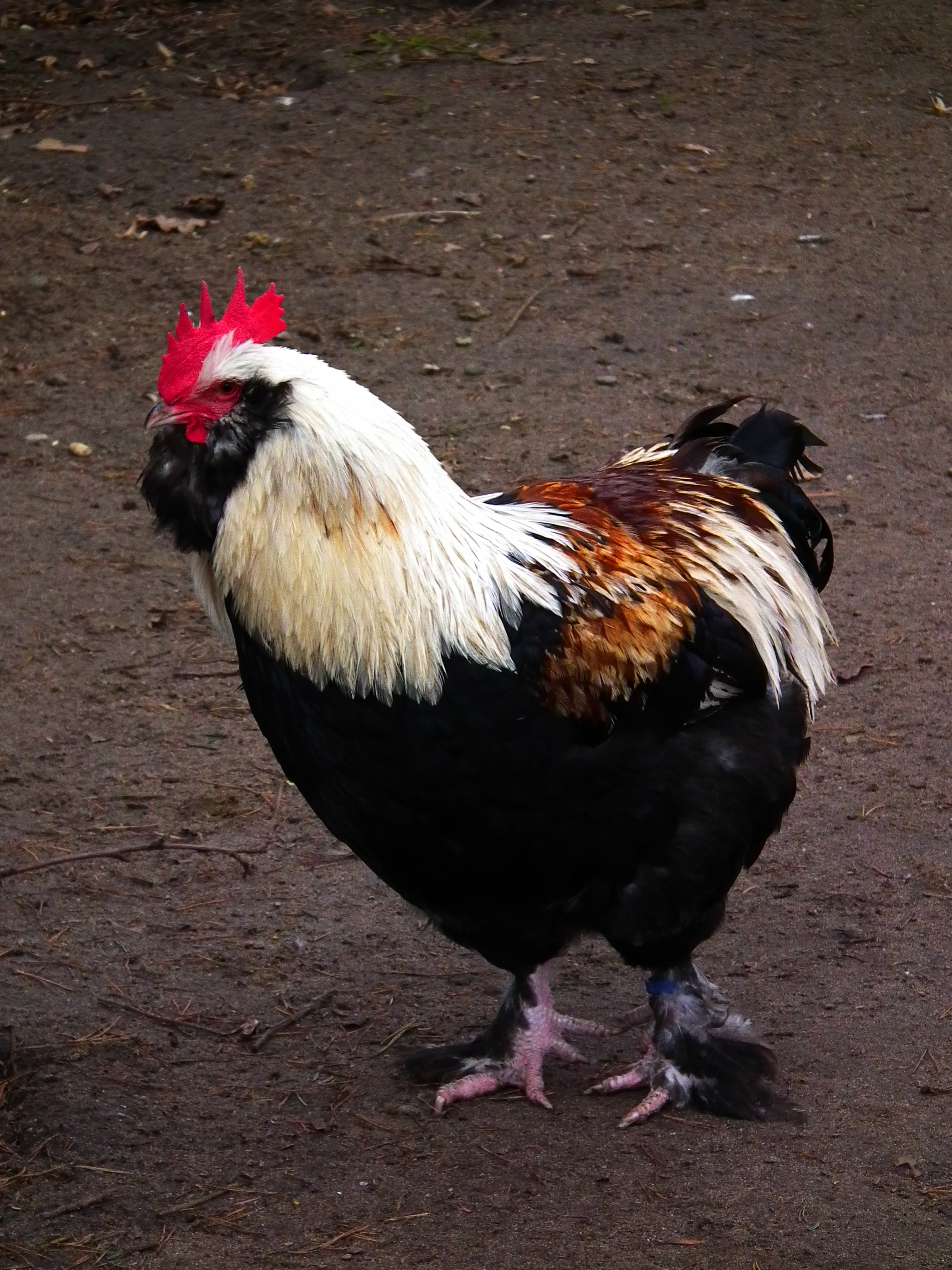
Német lazackakas
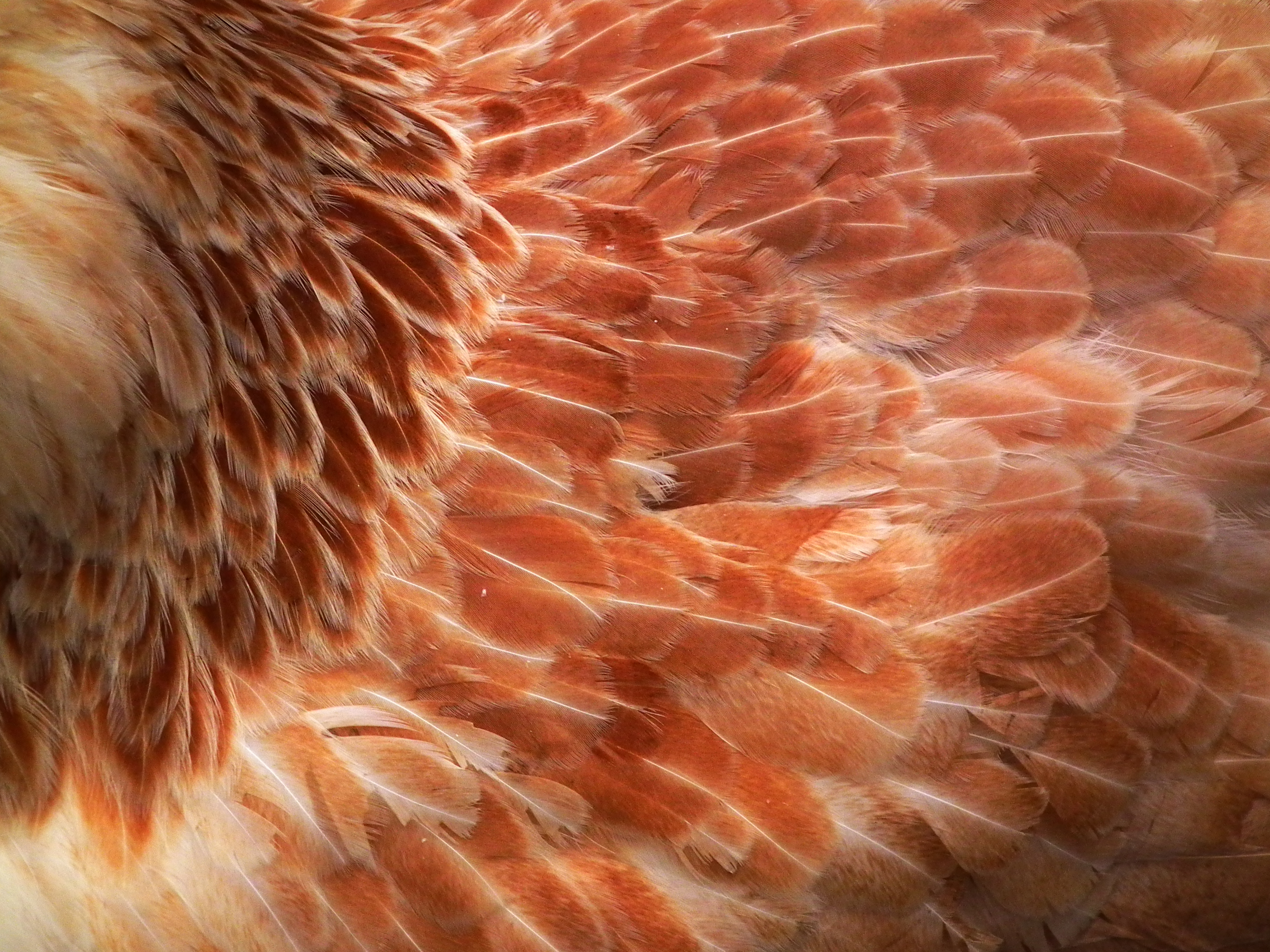
Német lazactyúk tollazata
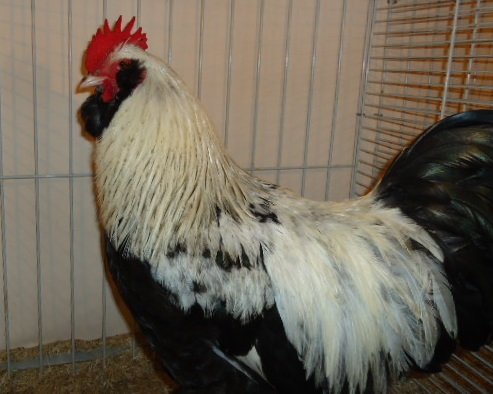
Francia faverolles kakas
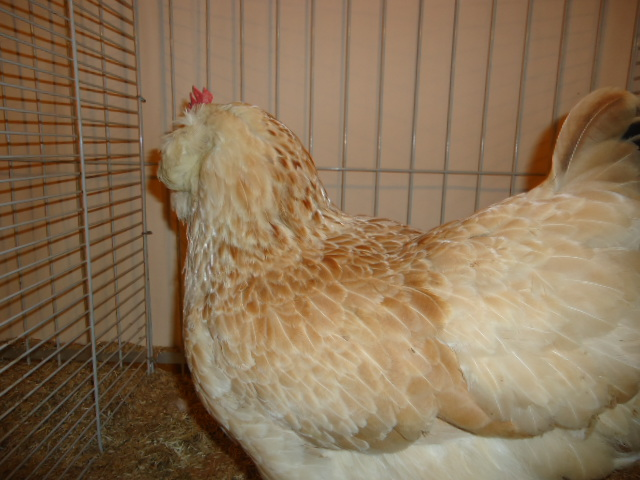
Francia feverolles tyúk